# Lewis MacDougall
Lewis MacDougall (Edimburg, Escòcia, 5 de juny de 2002) és un actor escocès.

## Biografia
El seu pare és un banquer retirat. La seva mare, Fiona, va morir el desembre de 2013 per esclerosi múltiple, i poques setmanes després de la seva mort, Lewis va debutar a la pel·lícula Pan. Abans de la seva primera pel·lícula havia actuat només en petits papers en el seu grup de teatre local, The Drama Studio, que s'especialitzava en actuacions improvisades en lloc de guions.
MacDougall va fer el seu debut cinematogràfic en 2015, en la pel·lícula d'aventura i fantasia Pan, dirigida per Joe Wright. després d'una audició oberta a Morningside. En 2016 va treballar per a Juan Antonio Bayona interpretant a Conor O'Malley en Un monstre em ve a veure amb Felicity Jones i Liam Neeson, que fou estrenada el 23 de desembre. A la pel·lícula, un drama de fantasia fosca, interpreta un noi a qui se li mor la seva mare per una malaltia terminal i que comença a comunicar-se amb un monstre dels arbres que sembla que viu fora de casa seva. El 6 d'octubre de 2016, MacDougall va assistir a la projecció de gala al Festival de Cinema de Londres, on va ser entrevistat sobre el seu paper. El 12 de desembre va aparèixer a The One Show de la BBC amb Liam Neeson, on també va parlar sobre la pel·lícula.
Posteriorment ha protagonitzat la comèdia dramàtica road trip Boundaries, amb Vera Farmiga i Christopher Plummer, que fou estrenada al South by Southwest el març de 2018. El 2018 va aparèixer al curtmetratge Multiplex.

## Filmografia
| Any  | Títol                    | Paper          | Notes        |
| ---- | ------------------------ | -------------- | ------------ |
| 2015 | Pan                      | Nibs           |              |
| 2016 | Un monstre em ve a veure | Conor O'Malley |              |
| 2018 | Boundaries               | Henry          |              |
| 2018 | The Belly of the Whale   | Joey Moody     |              |
| 2018 | Multiplex                | Lewis          | curtmetratge |

## Premis and nominacions
| Any  | Premi                                         | Categoria                                       | Obra nominada            | Resultat  | Ref    |
| ---- | --------------------------------------------- | ----------------------------------------------- | ------------------------ | --------- | ------ |
| 2016 | Evening Standard British Film Awards          | Premi Malone Souliers per la revelació de l'any | Un monstre em ve a veure | Nominat   | [ 12 ] |
| 2016 | Washington D.C. Area Film Critics Association | Millor actuació jovenil                         | Un monstre em ve a veure | Nominat   | [ 13 ] |
| 2016 | Critics' Choice Movie Awards                  | Millor actuació jovenil                         | Un monstre em ve a veure | Nominat   | [ 14 ] |
| 2016 | London Critics Circle Film Awards             | Jove actor de l'any britànic/irlandès           | Un monstre em ve a veure | Guanyador | [ 15 ] |
| 2016 | Phoenix Film Critics Society Awards           | Actuació revelació / millor actuació jovenil    | Un monstre em ve a veure | Nominat   | [ 16 ] |
| 2016 | Las Vegas Film Critics Society                | Jove en una pel·lícula                          | Un monstre em ve a veure | Nominat   | [ 17 ] |
| 2017 | IV Premis Feroz                               | Millor actor protagonista                       | Un monstre em ve a veure | Nominat   | [ 18 ] |
| 2017 | Premi Empire                                  | Millor revelació masculina                      | Un monstre em ve a veure | Nominat   | [ 19 ] |
| 2017 | Premis Saturn                                 | Millor actuació d'un actor jove                 | Un monstre em ve a veure | Nominat   | [ 20 ] |
| 2017 | Online Film & Television Association          | Millor actuació jove                            | Un monstre em ve a veure | Nominat   | [ 21 ] |
| 2017 | Young Scot Awards                             | Entertainment Award                             | Un monstre em ve a veure | Guanyador | [ 22 ] |
| 2017 | South Bank Sky Arts Award                     | Times Breakthrough Award                        | Un monstre em ve a veure | Nominat   | [ 23 ] |